# Čip
Čip, anglicky die, množné číslo
dice, dies, die

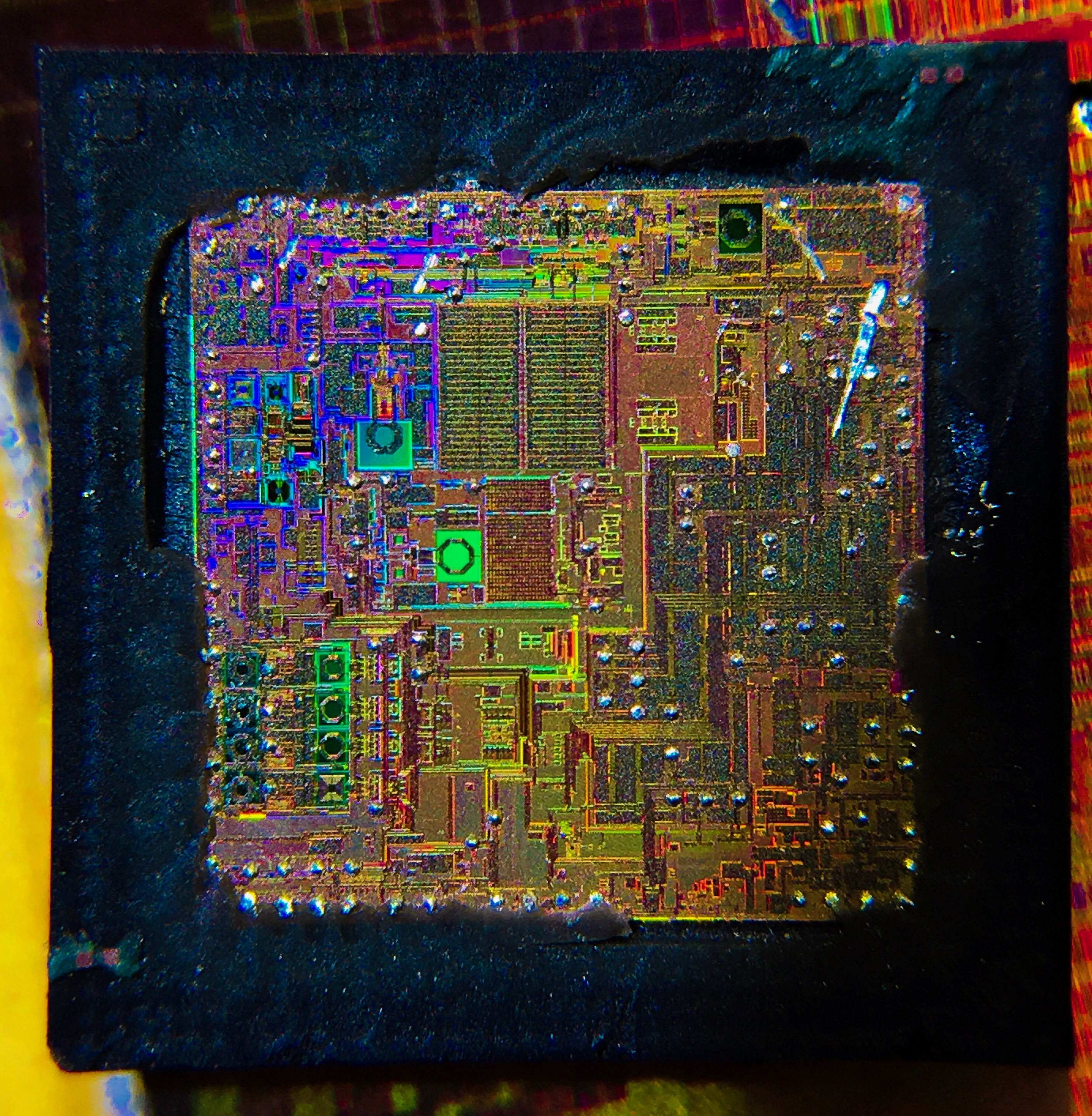
Zvětšený pohled na čip integrovaného obvodu používaného v mobilních komunikačních zařízeních

integrovaného obvodu je destička polovodičového materiálu, na které je vytvořen určitý obvod. Čipy se nevyrábějí po jednom, ale po desítkách až tisících na jediném waferu monokrystalického křemíku (anglicky electronic-grade silicon, EGS) nebo jiného polovodiče (např. GaAs) procesy, které vycházejí z fotolitografie. Wafer je pak rozřezán na mnoho kusů, z nichž každý obsahuje jednu kopii obvodu. Každý z těchto kusů se nazývá čip. Pro jednoduchou a bezpečnou manipulaci a zapojení na desku plošných spojů se čipy obvykle zapouzdřují do různých typů pouzder.
Největšími světovými výrobci čipů jsou (2021) americký Intel, jihokorejský Samsung a tchajwanská společnost TSMC. K dalším významným producentům patří jihokorejský SK Hynix a americké firmy Micron, Qualcomm, Broadcom či NVIDIA. Největším evropským výrobcem je německá společnost Infineon.

## Historie
Roku 1963 americká společnost Fairchild Semiconductor vyvinula technologii CMOS. Roku 1968 je založen Intel a roku 1969 společnost AMD. Roku 1987 japonská firma Toshiba dosahovala takové výroby, že to vyvolalo s USA v čipovou obchodní válku. Roku 2020 zasáhl výrobu výpadek dodávek čipů, na který reaguje evropský návrh zvaný Akt o čipech. Roku 2022 začala mezi USA a Čínou čipová válka.

## Výrobní proces
Základním materiálem většiny čipů je křemík a používán pro integrované obvody. Proces začíná výrobou monokrystalických křemíkových ingotů. Tyto ingoty jsou pak nařezány na kotouče s průměrem až 300 mm nazývané wafery, které se leští do zrcadlového lesku a pak jsou na nich pomocí fotolitografických postupů skládajících se z mnoha kroků vytvořeny desítky až stovky čipů obsahující od jednoho po miliony tranzistorů a další součástek, které jsou propojeny s kovovými propojovacími vrstvami. Takto vyrobené wafery jsou následně otestovány a nařezány na jednotlivé čipy, které jsou znovu otestovány, aby se odhalily vadné čipy. Funkční čipy jsou pak opatřeny vývody a zapouzdřeny a hotové integrované obvody jsou připravené pro dodávku.

## Použití
Polovodičové čipy jsou základem mnoha typů obvodů. K nejznámějším použitím čipů v integrovaných obvodech patří procesory (CPU). Velikost tranzistorů na čipu se díky pokrokům moderní technologie zmenšovala exponenciálně, což popisuje Moorův zákon. Kromě procesorů a dalších součástek počítačů se čipy používají ve světelných zdrojích LED i ve výkonové elektronice.

## Obrázky

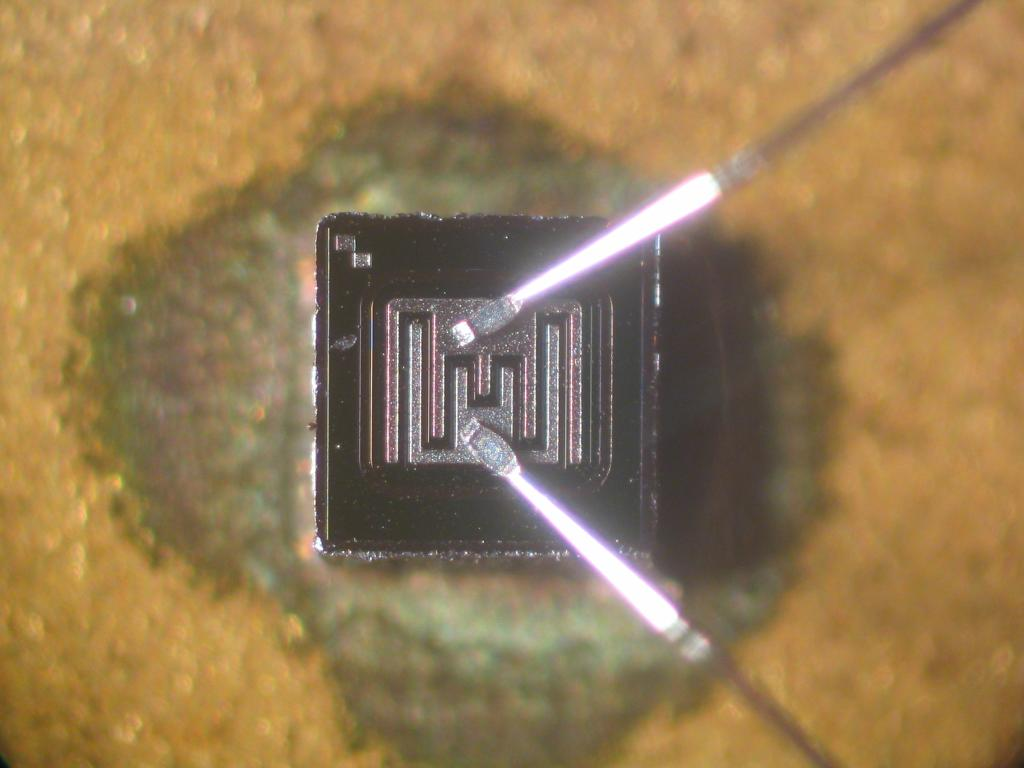
Čip obsahující jediný bipolární tranzistor KSY34 typu NPN.
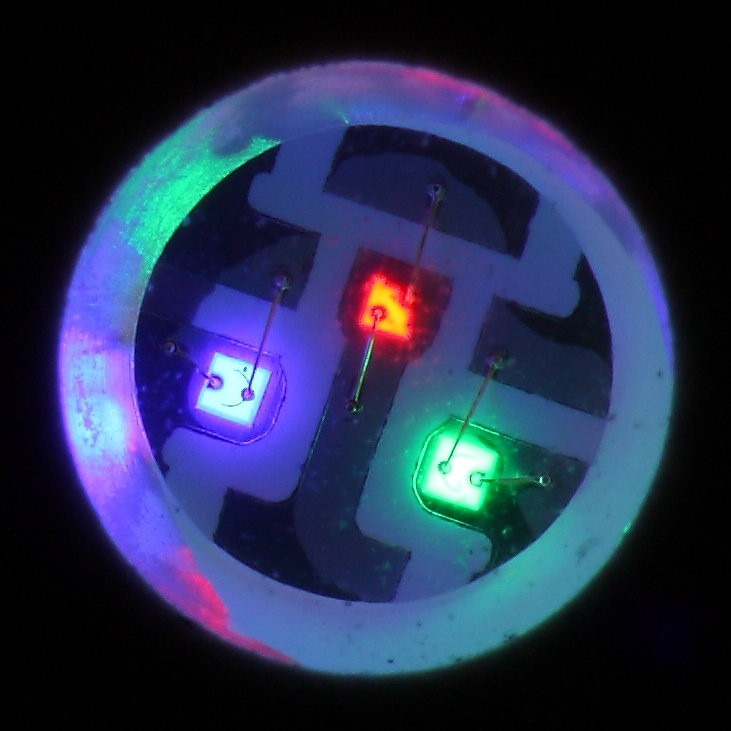
Zvětšený pohled na RGB LED světelný zdroj, na kterém jsou vidět tři diody vyzařující různé barvy světla.
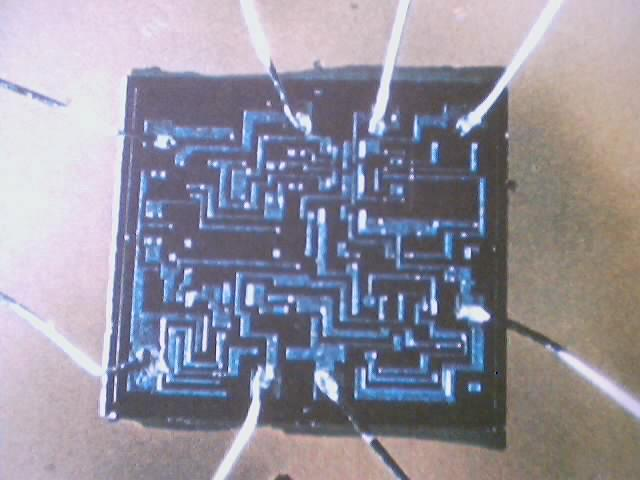
Čip obvodu nízké integrace (SSI) s připojenými vývody.
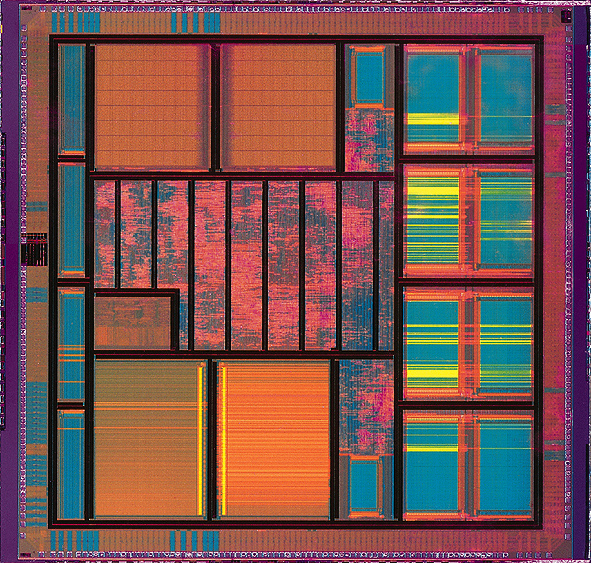
Čip integrovaného obvodu VLSI.
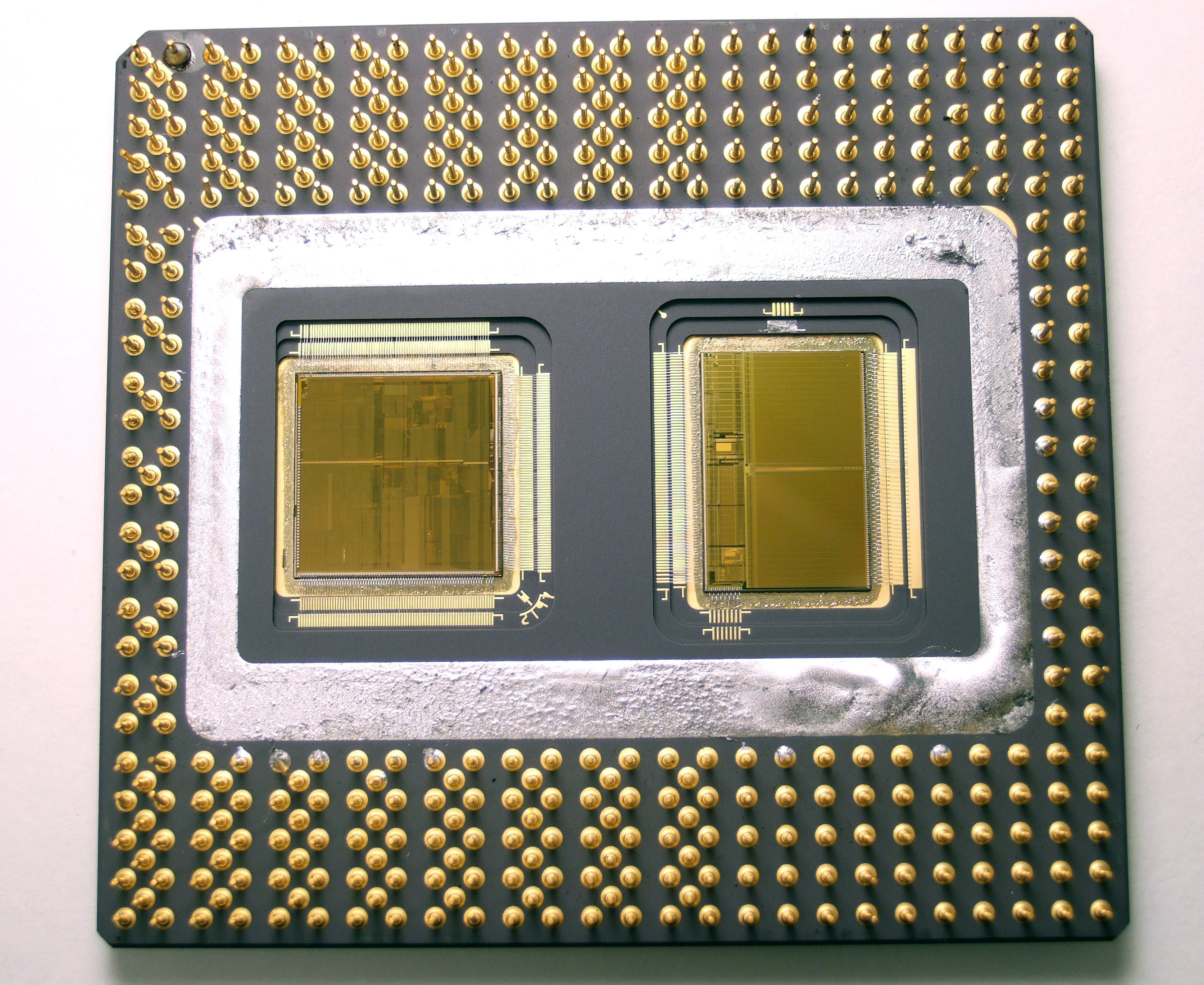
Dva čipy bondované do jednoho integrovaného obvodu.